# زبیر امیری
زبیر امیری (متولد ۲ مه ۱۹۹۰ کابل، افغانستان) یک بازیکن حرفه ای فوتبال  است که برای هسن دریش و تیم ملی افغانستان. امیری در خط هافبک بازی می‌کند و همچنین می‌تواند در نقش یک مهاجم بازی کند. او یک بازیکن همه‌کاره محسوب می‌شود زیرا در استفاده از هر دو پا تبحر دارد. او قبلاً در ویکتوریا آشافنبورگ و آینتراخت فراکنفورت II بازی کرده‌است.

## دوران باشگاهی
امیری در کابل، افغانستان متولد شد. وی پس از بازی در فوتبال جوانان برای لانگدیباخ ،هانووا و ویکتوریا آشافنبورگ، کار بزرگسالان خود را در ویکتودیا آشافنبورگ در فصل ۲۰۱۰ آغاز کرد، که در آن باشگاه در آن شرکت کرد. هسنلیگا. امیری فصل موفقی را پشت سر گذاشت، بیست و هشت بازی از سی و شش بازی ویکتوریا را انجام داد و همچنین دو گل به ثمر رساند، اما در پایان فصل باشگاه را ترک کرد و آنها را به مدیریت رساند و سقوط کرد، علی‌رغم اینکه در جایگاه هشتم قرار گرفت. در نتیجه این، امیری برای فصل ۱۱–۲۰۱۰ به آینتراخت فرانکفورتII منتقل شد.
امیری اولین بازی خود را برای فرانکفورت در باخت ۳–۲ مقابل هسن کاسل در ۱ سپتامبر ۲۰۱۰ انجام داد. در فصل اول این هافبک در این باشگاه، فرانکفورت ششم شد. امیری در بیست و چهار مسابقه از سی مسابقه فرانکفورت حضور داشت و یک گل به ثمر رساند.
او همچنین هشت پاس گل داد و تعداد گلهای خود را در ویکتوریا آشافنبورگ دو برابر کرد. اولین گل او برای فرانکفورت با برتری ۴–۰ خانگی مقابل مونیخ ۱۸۶۰ II در ۷ دسامبر ۲۰۱۰.
امیری پس از جدایی از اینتراخت فرانکفورت در دسامبر ۲۰۱۱ به باشگاه بایرن آلزنووا پیوست. توسط باشگاه شماره ۱۱ پیراهن به او داده شد. در اواخر همان ماه، امیری به تیم زیر ۲۳ سال آلزنووا کمک کرد تا در مسابقات فوتبال داخل سالن پیروز شوند. امیری با ۷ گل چهارمین گلزن برتر مسابقات بود. این هافبک اولین بازی خود در لیگ را برای این تیم در ۳ مارس ۲۰۱۲ انجام داد و در شکست ۳–۱ مقابل اشتوگارت کیکرز. وی در ادامه ۵ بازی دیگر برای تیم انجام داد. آخرین حضور امیری در لیگ برای آلزنووا در ۲۹ آوریل ۲۰۱۲ با پیروزی یک بر صفر مقابل تیم سابق خود اینتراخت فرانکفورت II رقم خورد.
امیری در تاریخ ۱ ژوئیه ۲۰۱۲ به باشگاه سابق ویکتوریا آشافنبورگ پیوست، اما مجبور شد تا ۲۵ ژوئیه برای اولین حضور خود در لیگ ۲۰۱۲–۱۳ بوندس لیگا ۳ صبر کند و به عنوان بازیکن تعویضی به میدان برود. با این حال، کمتر از دو ماه پس از امضای قرارداد با ویکتوریا آشافنبورگ، قرارداد امیری با توافق مشترک در تاریخ ۳۱ اوت ۲۰۱۲ فسخ شد.
هافبک در ماه سپتامبر برای باشگاه سابق خود، بایرن آلزنووا قرارداد امضا کرد. امیری از زمان حضور دوباره در باشگاه بایرن دوران موفقی داشت و تنها در ۲۰ مسابقه ۵ گل به ثمر رساند.

## دوران ملی
وقتی امیری برای اولین بار در سال ۲۰۱۱ چلنج کاپ آسیا کشورش فراخوانده شد، اولین بار در تیم‌ملی فوتبال افغانستان قرار گرفت. وی در شکست مقابل نپال در ۷ آوریل و پیروزی ۱–۰ مقابل سریلانکا دو روز بعد یک بازیکن جانشین استفاده نشده بود، اما اولین بازی خود را برای افغانستان در ۱۱ آوریل پس از اینکه به عنوان یار تعویضی دقیقه ۶۲ در باخت ۲–۰ مقابل کره جنوبی در بازی نهایی گروهی به میدان رفت. امیری برای بازی در مسابقات بین‌المللی دوم باید دو ماه صبر کند و در نیمه اول باخت ۲–۰ مقابل فلسطین بازی کند در تاریخ ۲۹ ژوئن ۲۰۱۱ در مسابقات مقدماتی جام جهانی ۲۰۱۴.

### گل‌های ملی
لیست امتیازات و نتایج ابتدا تعداد گل‌های افغانستان است، ستون نمره بعد از هر گل امیری نمره را نشان می‌دهد .
| شماره | تاریخ          | محل برگزاری                                    | حریف    | گل  | نتیجه | مسابقه                                |
| ----- | -------------- | ---------------------------------------------- | ------- | --- | ----- | ------------------------------------- |
| ۱     | ۲۴ دسامبر ۲۰۱۵ | ورزشگاه بین‌المللی تراواندریوم، کاریاواتوم، هند | بنگلادش | ۳–۰ | ۴–۰   | مسابقات قهرمانی فوتبال جنوب آسیا ۲۰۱۵ |
| ۲     | ۳ ژانویه ۲۰۱۶  | ورزشگاه بین‌المللی تراواندریوم، کاریاواتوم، هند | هند     | ۲–۱ | ۱–۲   | قهرمانی جنوب آسیا ۲۰۱۵                |
| ۳     | ۵ سپتامبر ۲۰۱۷ | ورزشگاه شاه عبدالله، امان، اردن                | اردن    | ۱–۳ | ۱–۴   | مقدماتی جام ملت‌های آسیا ۲۰۱۹          |
| ۴     | ۲۹ مه ۲۰۲۱     | مرکز عالی جبل علی، دبی، امارات                 | سنگاپور | ۱–۱ | ۱–۱   | دوستانه                               |

## زندگی شخصی
زبیر امیری دو پسر عموی دارد که فوتبالیست هستند، ندیم امیری و نوید امیری.